# Alicia (Zamboanga Sibugay)
Alicia is een gemeente in de Filipijnse provincie Zamboanga Sibugay op het eiland Mindanao. Bij de laatste census in 2007 had de gemeente ruim 32 duizend inwoners.

## Geografie

### Bestuurlijke indeling
Alicia is onderverdeeld in de volgende 27 barangays:
| - Alegria - Bagong Buhay - Bella - Calades - Concepcion - Dawa-dawa - Gulayon - Ilisan - Kapatagan - Kauswagan - Kawayan - La Paz - Lambuyogan - Lapirawan | - Litayon - Lutiman - Milagrosa - Naga-naga - Pandan-pandan - Payongan - Poblacion - Santa Maria - Santo Niño - Talaptap - Tampalan - Tandiong Muslim - Timbang-timbang |

## Demografie
Alicia had bij de census van 2007 een inwoneraantal van 32.289 mensen. Dit zijn 2.335 mensen (7,8%) meer dan bij de vorige census van 2000. De gemiddelde jaarlijkse groei komt daarmee uit op 1,04%, hetgeen lager is dan het landelijk jaarlijks gemiddelde over deze periode (2,04%). Vergeleken met de census van 1995 is het aantal mensen met 4.330 (15,5%) toegenomen.

De bevolkingsdichtheid van Alicia was ten tijde van de laatste census, met 32.289 inwoners op 183,08 km², 176,4 mensen per km².